# یواس‌سی‌جی‌سی اسپنسر
یواس‌سی‌جی‌سی اسپنسر ممکن است به یکی از موارد زیر اشاره داشته باشد:
- یواس‌سی‌جی‌سی اسپنسر (دبلیوام‌ئی‌سی-۹۰۵)
- یواس‌سی‌جی‌سی اسپنسر (دبلیوپی‌جی-۳۶)